# Karel Loprais

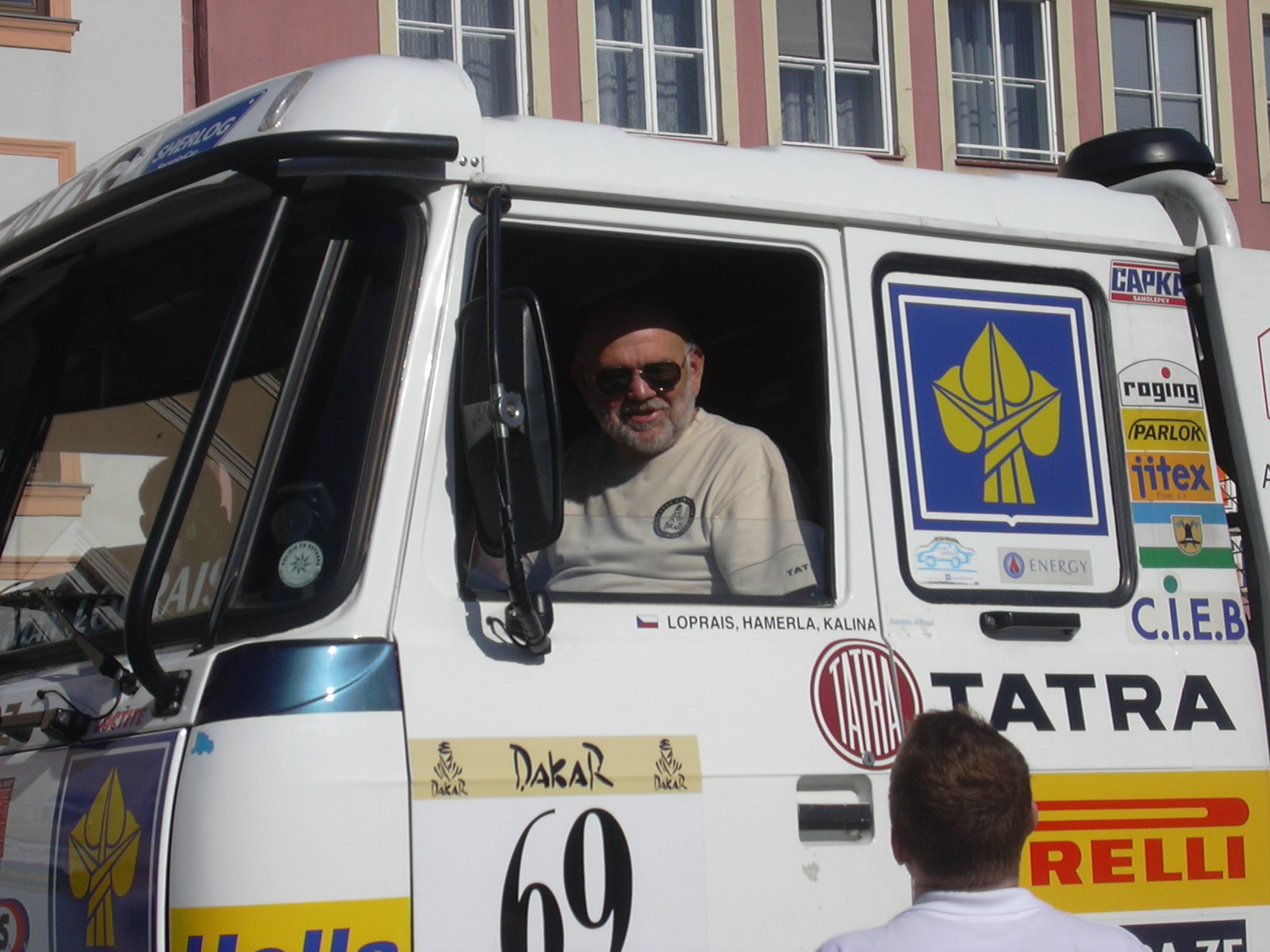
Tatra 815 tankbil.

Karel Loprais, född 4 mars 1949 i Ostrava, Tjeckien, död 30 december 2021 i Nový Jičín, Tjeckien, var en tjeckisk lastbils-rallyförare som har vunnit Paris-Dakar-rallyt sex gånger med lastbilsmärket Tatra, företrädesvis med modellen T815.

## Vinstår
Här följer vinståren i Paris-Dakar:
- 2001 Paris-Dakar (Bilmodell:Tatra)
- 1999 Granada-Dakar (Bilmodell:Tatra)
- 1998 Paris-Granada-Dakar (Bilmodell:Tatra)
- 1995 Granada-Dakar (Bilmodell:Tatra)
- 1994 Paris-Dakar-Paris (Bilmodell:Tatra)
- 1988 Paris-Alger-Dakar (Bilmodell:Tatra)